# Вишну-дхармоттара-пурана
Вишну-дхармоттара-пурана (Энциклопедия дхармы Вишну, санскр.)— одна из восемнадцати пуран; включена в список упапуран в Брихад-дхарма-пуране. 
Представляет собою, по сути, вайшнавский энциклопедический текст VII—IX веков. Включает в себя описания вайшнавской космологии и космогонии, правила поведения и обязанности вайшнавов; так же в неё включены разделы, посвящённые: астрономии, астрологии, ритуалам умиротворения планет, делению времени, генеалогии мудрецов и царей, политике и праву, военному делу, медицине и ветеринарии, грамматике, лексике, фонетике, музыке, драматургии и многому другому. Эта упа-пурана часто рассматривается как дополнение или приложение к Вишну-пуране.

## Содержание
Сохранившийся до наших дней текст делится на три части — кханды (санскр. - khandas).

### Первая кханда
Первая кханда состоит из 269-ти глав (adhyayas).

### Вторая кханда
Вторая кханда состоит из 183 глав (adhyayas)

### Третья кханда
Третья кханда состоит из 118 глав (adhyayas).
- Глава 1 — посвящена правилам создания изображений и так же описывает взаимосвязи различных искусств.
- Главы 2-17 — грамматике, лексикографии, метрике, риторике.
- Главы 18-19 — вокалу и инструментальной музыке.
- Главы 20-34 — танцу и драматургии.
- Главы 35-43 — методы и направления живописи. При этом описывается не столько религиозно-ритуальный аспект, а скорее светская живопись[2].
- Главы 44-85 — иконография (pratimalakshana).
- Главы 94-108 — авахана (avahana), установка божеств и изображений.
- Главы 109—118 — обряды и ритуалы.